# Иван Филиповић
Иван Филиповић (Велика Копаница, 24. јун 1823 — Загреб, 28. октобар 1895) био је познати хрватски педагог, књижевник и лексикограф. Присталица је Народне странке Јосипа Штросмајера и ватрени присталица Илираца. Био је вођа учитеља, уредник и сарадник више часописа. Такође је и оснивач Хрватског педагошко-књижевног збора и Савеза хрватских учитељских друштава . Био је борац за слободну и самосталну школу. Због песме „Домородна утјеха”, објављене у часопису Невен , осуђен је на шест месеци затвора. 

## Биографија

### Школовање
Иван Филиповић је рођен 24. јуна у Великој Копаници. Прва три разреда основне школе завршио је у родном селу, где му је учитељ био његов отац, а од четвртог разреда прелази у Винковце, где завршава Гимназију Матије Антуна Рељковића. У току школовања се упознаје са идејама народног ослобођења и препорода, и чита литературу на народном језику . Завршивши гимназију 1841. године, није имао финансијских средстава за наставак школовања. Остаје у Винковцима, где је постављен на место учитеља - приправника у Винковачкој Главној Школи. Наредне године завршава курс за учитеља у Сремској Митровици и након тога се враћа у Винковце, и затим прелази у Нову Градишку, где ће остати седам година.

### Књижевни рад, културно и политичко ангажовање
Прве године након школовања представљају период илирског препорода, и Филиповић пише песме у духу Илирског покрета . Године 1848. придружује се као добровољац у рату против Мађара па је кратко време провео у заробљеништву. Године 1851. одлази у Загреб где води 1. и 2. разред у једној приватној школи. У то време, постаје активан у раду Повијесног ( српски - Историјског) друштва и Матице хрватске . Због неколико чланака објављених у часопису "Опћи загребачки коледар" , долази у сукоб са Црквом, која га оптужује за ширење материјализма. Године 1852. пише песму "Домородна утјеха" , којом позива народ на борбу против туђина. 
Због те песме, заједно с уредником часописа „Невена” , у којој је објављена песма, осуђен је на две године робије, али је казна накнадно смањена на 6 месеци. У затвору је упознао своју будућу супругу Ивану Пуркертх. Због сталног надзора и незавршеног судског процеса, након изласка из затвора, тек 1854. године добија посао учитеља у Славонској Пожеги, где ће остати девет година. За то време, уводи још два разреда у пожешкој школи и оснива Народну Читаоницу. На учитељској скупштини 1858. године, залаже се за реформу образовања и васпитања особа женског пола али и за вољи положај учитеља. Пред одлазак из Пожеге, проглашен је почасним чланом Пожешке жупаније.
Прелази у Загреб, школске 1863/1864. године, где добија посао у школи на Каптолу . У наредном периоду ће интезивно да се баци реорганизацијом основношколског образовања и положајем учитеља. Покреће омладински лист „Босиљак” и школски лист „Просвјета” . Био је сарадник на уређењу дечјег листа „Смиље” . Десет година касније, постављен је за учитеља Више девојачке школе у Загребу, а недуго затим и за школског инспектора за Загребачку жупанију . 
У пензију одлази у августу 1887. године, али наставља са радом у Хрватском педагошко-књижевном збору и Савезу хрватских учитељских друштава, све до потпуног разлаза са њиховом политиком око 1893. године. Умро је 28. октобра 1895. године.

### Значај
У Хрватској данас се за рад и резултате на пољу предшколског, основног, средњег и виших нивоа школовања, као и на стручном и научном раду, додељује државна награда која носи име Ивана Филиповића. Његово име носи и неколико школа.

### Словенска друштва
Био је члан више словенских друштава, као што су Матица хрватска, Матица српска , био је дописни члан Српског ученог друштва а од 1892. године и почасни члан Српске краљевске академије. Залагао се за то да су ћирилица и латиница две азбуке за један исти језик: хрватски или српски.

## Позната дела
- „Мали тоболац разнога цвијећа за добру и помњиву младеж народа српско-илирскога“ (1850)
- „Словничка читанка“, издало бечко Министарство просвете (1851)
- „Педагошке искрице“ (1852)
- „Упоравник за почетничку и прву словничку читанку“ (1858)
- „Народна књига“, календар (1859—1860)
- „Писмовник“ (1868)
- „Њемачко-хрватски рјечник“, у сарадњи са Ђ. Дежелићем, Љ. Мотком и Ђ. Шимончића (1869-1870)
- „Хрватско-њемачки рјечник“ (1875)
- „Кратка повијест књижевности хрватске и српске“ (1875)
- „Кратка стилистика“ (1876)
- „Џепни рјечник хрватског и њемачког језика“, (1878)
- „Краљевић Марко у народним пјесмама“ (1880)